# Château de Schlodien

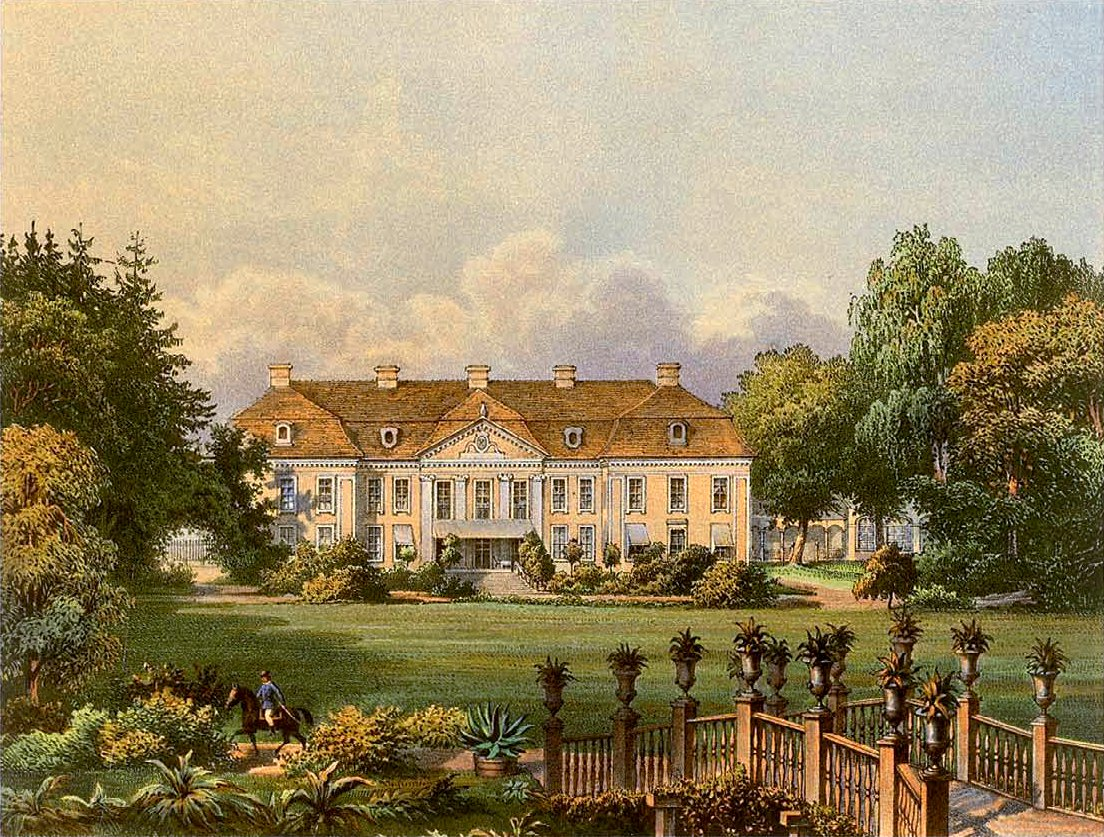
Château de Schlodien vers 1859/60, collection Alexander Duncker

Le château de Schlodien est un manoir de la famille von Dohna-Schlodien à Gładysze (allemand : Schlodien). Après l'incendie du 17 juillet 1986, il est en ruine.

## Histoire

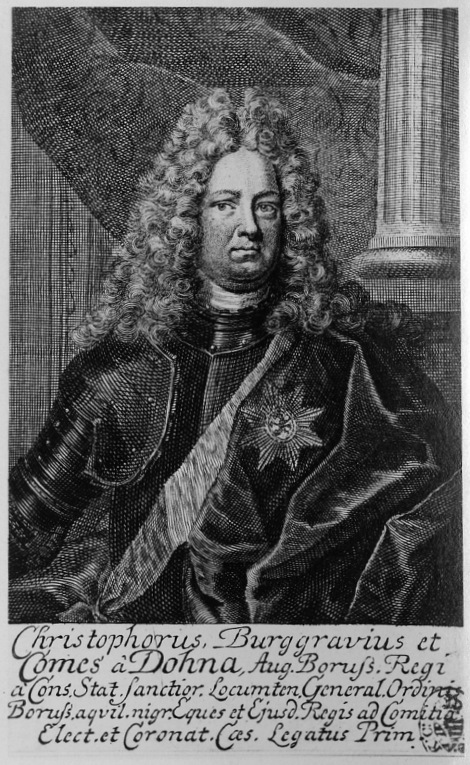
Christophe Ier burgrave et comte de Dohna-Schlodien (1665-1733)

Christoph burgrave et comte zu Dohna de la ville voisine de Schlobitten hérite de la propriété en 1688. Il charge probablement Jean de Bodt de planifier et de construire un palais baroque, construit entre 1701 et 1704. À l'origine, la construction du château doit commencer sur une colline près de Quittainen (de), mais après deux coups de foudre sur les fondations déjà posées, le plan est modifié. Le maître d'ouvrage déplace le nouveau bâtiment à son emplacement actuel, où se trouve également le bâtiment précédent à un étage.
Le bâtiment correspond aux souhaits du roi Frédéric Ier. Le royaume de Prusse, nouvellement fondé en 1701, est censé être doté de magnifiques châteaux baroques pour des raisons de représentation culturelle, ainsi les châteaux de Schlobitten (appartenant également à la famille de Dohna), Friedrichstein et Dönhoffstädt (comte Dönhoff), Finckenstein (comte Finck von Finckenstein) et Capustigall (de) (comte Waldburg) sont construits presque simultanément en concurrence entre eux - ces deux derniers devaient plus tard venir aux Dohna. De ces résidences, seule Dönhoffstädt existe encore aujourd'hui.
Alors que l'extérieur semble français, l'intérieur a une influence hollandaise. Le riche mobilier intérieur provient en partie de la domination hollandaise de Vianen et est arrivé à Schlodien grâce à un héritage de l'épouse du constructeur, sa cousine Frede Marie, avec laquelle il a en commun les grands-parents Christoph zu Dohna (de) et Ursula, née comtesse de Solms-Braunfels. Cette dernière a deux sœurs : Amélie de Solms-Braunfels, mariée au gouverneur néerlandais le prince Frédéric-Henri d'Orange-Nassau, et Louise Christina, qui a épousé le chef de l'armée néerlandaise Johann Wolfart van Brederode (de), seigneur de Vianen. Les objets de famille, y compris des meubles et des peintures de valeur d'origine hollandaise, des portraits grandeur nature des Orangistes et de Brederode dans la salle des tuiles, des tapisseries flamandes, des revêtements muraux avec une architecture simulée peinte, des porcelaines chinoises, le Cabinet Orange avec des portraits dans le style de Gérard van Honthorst, dont de l'aménagement de Schlodien une "pièce latérale" thématique de la Huis ten Bosch » (Udo von Alvensleben), le palais d'Amélie à La Haye. Grâce à ce lien, il y a aussi une relation avec les petits-enfants d'Amélie, les rois Guillaume III. d'Angleterre et Frédéric Ier de Prusse.
Au sud-ouest du complexe du palais se trouve une ferme associée à environ 300 mètres. En 1932, le château de Schlodien et quatre autres domaines subsidiaires, comme Carwinden, appartiennent au château de Schlodien. Il y a un directeur de domaine et un forestier en chef à la barre. La propriété totale comprend environ 4 300 hectares ainsi qu'une superficie louée de 120 hectares à Klein Quittainen.
Jusqu'en janvier 1945, Schlodien appartient et est habitée par les burgraves et les comtes de Dohna. Après avoir été capturé par l'Armée rouge, le château, jusqu'alors intact, est pillé.
Le domaine est transformé en entreprise de production d'État et le château est utilisé comme grenier à céréales et plus tard comme discothèque. S’ensuit une longue période de vacance. Des parties du mobilier, notamment des images ancestrales, sont conservées et sont désormais exposées dans les musées d'Olsztyn et de Morąg.
Les efforts visant à sauver l'établissement sont anéantis par un incendie en 1986. Après cela, il ne reste plus que les murs extérieurs incendiés. La Fondation germano-polonaise pour la protection du patrimoine culturel de Warmie, basée à Varsovie, se fixe pour objectif de reconstruire les ruines et de restaurer le parc. Certaines parties du château sont classées monuments historiques.
Le domaine et le château sont acquis vers 2010 par un entrepreneur allemand basé en Pologne. Les ruines du château sont démolies jusqu'aux caves à l'été 2017. Immédiatement après, la reconstruction originale du château commence en utilisant les caves historiques. La restauration de l'enveloppe extérieure est achevée en 2020.

## Propriétaire de la famille noble «zu Dohna-Schlodien»
- Frédéric IV comte zu Dohna-Schlobitten[9]
- Christophe de Dohna-Schlodien (1665-1733), troisième fils du précédent, ancêtre de la branche de Schlodien, général, ministre d'État[10], 15e récipiendaire de l'ordre de l'Aigle noir[11]
- Karl Florus zu Dohna-Schlodien (1693-1765), fidéicommissaire de la famille Schlodien-Carwinden
- (Carl) Karl Ludwig burgrave et comte de Dohna-Schlodien (1814-1890), maréchal en chef du royaume de Prusse, chambellan, chevalier légal de l'ordre de Saint-Jean marié avec Anna von Auerswald
- Adolf zu Dohna-Schlodien (1846-1905), chambellan, major, marié avec Clara comtesse Eulenburg[12]
- Karl Ludwig Alexander Erdmann zu Dohna-Schlodien (1869-1919), fidéicommissaire, chambellan, marié avec Anna von Kries puis avec Alexandrine baronne von Hahn
- Konrad Karl Emanuel Adalbert (1872-1936), cousin du précédent, fidéicommissaire sur Schlodien-Carwinden, capitaine marié avec Eleonore comtesse Eulenburg
- Wilhelm Christoph zu Dohna-Schlodien (1922-1944), à Schlodien-Carwinden, célibataire[13]
- Carl Emanuel Oskar zu Dohna-Schlodien (1927-1945), héritier du frère ; célibataire, dernier de la branche de Schlodien

## Extérieur
Le château ressemble beaucoup au château de Neuwied, ce qui peut être dû au fait que le prince de Wied est lié par alliance au constructeur.

## Intérieur
Certaines des peintures du château sont déplacées avant l'incendie et se trouvent au musée de Varmie et Mazurie (de) au château d'Allenstein ; La plus grande partie est déplacée vers le château Dohna de Mohrungen (de), où elle peut être visitée.